# Bal-Sagoth
Bal-Sagoth je simfonijski black metal-sastav osnovan 1989. godine u Yorkshireu, Engleska. Ime duguje američkom književniku Robertu E. Howardu i njegovoj kratkoj priči "The Gods of Bal-Sagoth". 

## Životopis
Ovaj iznimno originalan, simfoničan barokni black metal-sastav plod je genijalnosti i nepresušne mašte pjevača i tekstopisca Byrona Robertsa. Oduvijek u svome svijetu, fasciniran mitologijom, fantazijom, okultnim, epskim bitkama, izumrlim civilizacijama, ali isto tako i znanstvenom fantastikom, Byron je odlučio kreirati sastav jedinstvenog zvuka koji ce, uz veliku dozu mističnosti, obuhvatiti kako najdalju prošlost, tako i fantastične vizije budućnosti. Tako se 1993., kada je Byron upoznao braću Maudling, rodio sastav koji je pomaknuo granice black metala. 
Prvi, danas nenabavljiv demo snimaju u zimu 1993., te potom potpisuju ugovor za Cacophonous Records. 1994. izlazi prvi album, mračni i epski A Dark Moon Broods Over Lemuria. Teme se na ovome albumu kreću od izgubljene Atlantide, pa do vječne Byronove inspiracije, vanjske tame Z'Xulth, međudimenzijskog prostora naseljenog zlim entitetima koji vječno traže načine za uništenje smrtnih bića. Drugi dio sage, Starfire Burning Upon the Ice-Veiled Throne of Ultima Thule, objavljen je 1996. Obuhvaća još kompleksnije teme od onih na prvome albumu, među kojima i pojave vezane za astralni svijet (Summoning the Guardian of the Astral Gate). Ubrzo, iz sastava odlazi basist Jason Porter, na čije mjesto dolazi Mark Greenwell. 1998. izlazi iznimno simfonični album Battle Magic, tematski na tragu prošloga albuma. To je ujedno bio i završni dio trilogije objavljene za Cacophonous. Sastav je odlučio da je vrijeme da potpišu ugovor s većim izdavačem. Bez razmišljanja, odabrali su dominantno ime, Nuclear Blast. No, prije toga održana je europska turneja s Emperorom i Dark Funeralom, tijekom koje je Bal-Sagoth još jednom pokazao moć baroknog britanskog ratničkog metala. Prvi album za novog izdavača, četvrti u karijeri, objavljen je 1999. Ovo, gotovo operno djelo nazvano The Power Cosmic. Tematski se album najviše veže za ostale, razvijene fantastiče galaksije. Nastavak je uslijedio 2001. u vidu hvaljenog albuma Atlantis Ascendant. Teme se opet nadovezuju na sve prošle uratke, a pojavljuju se i motivi iz sumerske mitologije (The Dreamer in the Catacombs of Ur), te motivi bliski H. P. Lovecraftu (In Search of the Lost Cities of Antarctica). Album je postigao velik uspjeh, a Bal-Sagoth je odradio velik broj koncerata.
Na novi se album čekalo gotovo pet godina. U međuvremenu, došlo je do promjene bubnjara. Na mjesto Davea Mackintosha došao je Dan Mullins, koji je donio određeno osvježenje u sastav. Konačno, 2006. svjetlost dana ugledao je The Chthonic Chronicles. Novi album je ujedno i prvi snimljen posve digitalno. Album The Chthonic Chronicles izravan je nastavak Atlantis Ascendant. Kako kažu sami članovi, novi je album završni dio heksalogije, a ujedno i poveznica s ishodištem, prvim albumom; što zajedno čini veliki, neprekinuti ciklus o čarobnom svijetu Bal-Sagotha.

## Sastav
Sadašnji članovi
- Byron Roberts – vokali
- Jonny Maudling – klavijature
- Chris Maudling – gitara
- Dan Mullins – bubnjevi
- Mark Greenwell – bas-gitara

Bivši članovi
- Jason Porter – bas-gitara
- Vincent Crabtree – klavijature
- Leon Forrest – klavijature
- Alistair MacLatchy – bas-gitara

## Diskografija
Studijski albumi
- A Black Moon Broods over Lemuria (1995.)
- Starfire Burning upon the Ice-Veiled Throne of Ultima Thule (1996.)
- Battle Magic (1998.)
- The Power Cosmic (1999.)
- Atlantis Ascendant (2001.)
- The Chthonic Chronicles (2006.)

Demo uradci
- Demo (1993.)

## Vanjske poveznice
- Bal-Sagoth, službene stranice  Arhivirana inačica izvorne stranice od 28. rujna 2011. (Wayback Machine)